# Alpinia napoensis
Alpinia napoensis là một loài thực vật có hoa trong họ Gừng. Loài này được H.Dong & G.J.Xu mô tả khoa học đầu tiên năm 1993.